# Flughafen Aden

i8
i11
i13
Der Flughafen Aden (arabisch مطار عدن الدولي, englisch Aden International Airport, IATA-Code: ADE, ICAO-Code: OYAA) ist der Flughafen von Aden im Jemen. Die Luftstreitkräfte des Jemen nutzten ihn parallel als Militärflugplatz. Er ist nach dem Flughafen Sanaa der zweitgrößte des Landes.

## Geschichte
Der Flughafen entstand an der Stelle der früheren Royal Air Force Station Khormaksar, kurz RAF Khormaksar. Die Basis wurde 1917 eröffnet und existierte als RAF-Station bis 1967. Während des Zweiten Weltkrieges waren hier Bomberstaffeln und Catalina-Flugboote stationiert. Nach 1945 wurde die Militärbasis erweitert. In den 1950er und 1960er Jahren war RAF Khormaksar ein wichtiger Zwischenstopp für Flüge in den Fernen Osten.
Im Jahr 1958 wurde durch die britischen Kolonialbehörden der Notstand ausgerufen, nachdem jemenitische Kräfte das nahegelegene Jebel Jehaf besetzt hatten. Staffeln der RAF wurden zur Unterstützung der britischen Armee nach Aden verlegt. In den 1960er Jahren, während der Einsätze in der Gegend um Rhadfan erreichte die Basis ihren Höhepunkt an Flugbewegungen und wurde Zielscheibe von Terroristen. Im Jahr 1964 waren hier bis zu 48 Hawker Hunter stationiert. Es kamen auch einige Avro Shackleton der 37. Squadron bei Nacht-Bombenangriffen zum Einsatz und Transportflieger brachten Nachschub zu den einsatznahen Feldflugplätzen bei Thumeir und Dhal.
Die im Vereinigten Königreich 1966 neu gewählte Labour-Regierung erklärte, bis 1968 alle Truppen abziehen zu wollen. Zum Ende der britischen Herrschaft über Aden organisierte die RAF daher 1967 eine Luftbrücke nach RAF Muharraq in Bahrain, wohin auch die restlichen Kampfflugzeuge verlegt wurden. Die Station wurde am 29. November 1967 geschlossen.
Später in den 1970er und 1980er Jahren nutzten ihn die Luftstreitkräfte der Sowjetunion.

## Lage
Der Flughafen liegt in der Nähe der Stadt Aden.

## Flugplatzmerkmale
Der Tower (TWR) sendet und empfängt auf der Frequenz 118,7 MHz. Der Flughafen verfügt über verschiedene Navigationshilfen.
Die Start- und Landebahn 08/26 verfügt über ein Instrumentenlandesystem (ILS).
Das ungerichtete Funkfeuer (NDB) sendet auf der Frequenz 361 kHz mit der Kennung AD. Das Drehfunkfeuer (VOR) sendet auf Frequenz 112,5 MHz mit der Kennung KRA. Ein Distance Measuring Equipment (DME) ist vorhanden.

## Fluggesellschaften und Ziele
Der Flughafen wird von einigen Fluggesellschaften angeflogen:
- African Express Airways nach Al Mukalla, Berbera, Dubai, Mogadischu, Mombasa, Nairobi, Sharjah
- Gulf Air nach Bahrain
- Saudi Arabian Airlines nach Dschidda
- Yemenia nach Abu Dhabi, Kairo, Doha, Dubai, Dschidda, Mumbai, Riad, Riyan Mukalla, Sana'a, Seiyun, Sokotra

## Zwischenfälle
Im Umfeld des Flughafens Aden sind seit 1944 mehrere, z. T. auch tödliche, Unfälle bekannt. Dabei wurden insgesamt 72 Menschen getötet. Beispiele:
- Am 20. April 1955 fielen an einer Percival Pembroke C.1 der Royal Air Force (Luftfahrzeugkennzeichen WV712) innerhalb weniger Minuten beide Triebwerke aufgrund von Tankproblemen aus. Die Piloten mussten daher knapp außerhalb des Hafens von Aden (Südjemen) notwassern. Die Maschine sank in weniger als einer Minute, doch überlebten alle Insassen den Unfall, einer davon verletzt.[2]

- Am 11. Oktober 1960 wurde eine Blackburn Beverley der britischen Royal Air Force (XL151) für die Suche nach einer vermissten Beechcraft C-45 Expeditor der somalischen Luftstreitkräfte eingesetzt, die auf einem Flug von Berbera (Somalia) nach Aden verschollen war. Die Beverley flog des Nachts 35 Kilometer nördlich der RAF-Basis Aden/Khormaksar in eine Sanddüne und explodierte. Keiner der sieben Insassen überlebte den Unfall.[3][4]

- Am 30. Juni 1967 wurde eine geparkte Vickers Viscount 760D der Aden Airways (VR-AAV) auf dem Flughafen Aden (Südarabische Föderation) durch eine terroristische Bombenexplosion zerstört. Personen kamen nicht zu Schaden.[5]

- Am 12. Oktober 1967 überrollte eine Bristol Britannia 253/C.1 der Royal Air Force (XL638) das Landebahnende am Flughafen Aden und stürzte ins Meer. Ursache war das Versagen der Schubumkehrstellung der Propeller. Alle Insassen überlebten. Am Flugzeug entstand Totalschaden.[6][7]

- Am 19. März 1972 flog eine Douglas DC-9-32 (YU-AHR) rund 7 Kilometer vom Zielflughafen Aden in einen Berg. Niemand der 30 Personen an Bord überlebte den Unfall. Die Maschine wurde im Auftrag der Egyptair von der jugoslawischen Inex Adria Airways betrieben.[8]

- Am 1. März 1977 stürzte eine Douglas DC-3/C-47A-25-DK der südjemenitischen Alyemda mit dem Kennzeichen 7O-ABF nach dem Start vom Flughafen Aden ins Meer. Die Maschine befand sich auf dem Flug nach Seiyun. Alle 19 Insassen kamen ums Leben.[9]

- Am 16. Oktober 1977 legte die entführte Lufthansa-Maschine Landshut (Flug LH 181) hier gegen den Willen der örtlichen Behörden einen Zwischenstopp zum Tanken ein. Nachdem die Landebahn durch die Behörden versperrt worden war, landete die Landshut auf einer Nebenpiste, wobei das Fahrwerk beschädigt wurde. Flugkapitän Jürgen Schumann wurde nach seiner verspäteten Rückkehr nach der Inspektion des Fahrwerks von den Terroristen ermordet.

- Am 9. Mai 1982 stürzte eine de Havilland Canada DHC-7 der Alyemda (7O-ACK) während des Landeanflugs auf den Flughafen etwa 2 Kilometer vor der Landebahn ins Meer. Das Flugzeug war in Mukalla gestartet. Von den 49 Insassen wurden 23 getötet. Dies war der erste Totalverlust einer de Havilland Canada DHC-7.[10]

- Am 30. Dezember 2020 kam es am Flughafen zu einem Terrorangriff, bei dem 25 Menschen starben und 110 weitere verletzt wurden. Während der Ankunft eines Flugzeugs mit Mitgliedern der neu gebildeten Regierung Jemens eröffneten die Angreifer das Feuer und ließen Sprengsätze detonieren.[11][12]